# Charles-Marie-Félix Martin
Charles-Marie-Félix Martin (2. juni 1844 i Neuilly-sur-Seine – 1916) var en fransk billedhugger. 
Martin, der var døvstum, kom på École des beaux-arts i Paris og debuterede 1864 på Salonen; han har hentet motiver til flere af sine arbejder fra døvstummeverdenen, således Frants fra Sales oplærer en døvstum (1865) og Abbé de l’Epée oplærer en ung døvstum (1876) til det monument, der opstilledes i Institution nationale des sourd-muets i Paris. Andre værker er Den tabte Søn (1866), Ludvig XI i Peronne (1872, i bronze 1875), Negerjagt (1873) og en rytterstatue af Julius Cæsar (1884). 